# 隆山県
隆山県（りゅうざん-けん）とは中華民国時代に広西省に存在した県。中華人民共和国成立後も踏襲され、1951年に行政区画整理に伴い那馬県と合併し馬山県となった。

## 歴史
1425年（洪熙元年）、明朝により県域に白山、古零、喬利、興隆の4堡が設置された。1528年（嘉靖7年）には白山、古零、喬利、興隆の4土巡司に改編された。清代は基本的に明代の行政区画を踏襲している
1915年（民国元年）、白山、古零、喬利、興隆の4土司が統合され隆山県が誕生した。
1951年、那馬県と合併し馬山県と改編される。